# Condado de Mayes
El condado de Mayes (en inglés: Mayes County), fundado en 1907 y con nombre en honor al jefe cherokee Samuel Houston Mayes, es un condado del estado estadounidense de Oklahoma. En el año 2000 tenía una población de 38.369 habitantes con una densidad de población de 23 personas por km². La sede del condado es Pryor.

## Geografía
Según la oficina del censo el condado tiene una superficie total de 1770 km² (683,4 mi²), de los que 1699 km² (656 mi²) son tierra y 71 km² (27,4 mi²) (4,00 %) son agua.

### Condados adyacentes
- Condado de Craig - norte
- Condado de Delaware - este
- Condado de Cherokee - sureste
- Condado de Wagoner - sur
- Condado de Rogers - oeste

### Principales carreteras y autopistas
- Interestatal 44
- U.S. Autopista 69
- U.S. Autopista 412
- Carretera Estatal 20
- Carretera Estatal 28
- Carretera Estatal 82

## Demografía
Según el censo del 2000 la renta per cápita media de los habitantes del condado era de 31.125 dólares y el ingreso medio de una familia era de 37.542 dólares. En el año 2000 los hombres tenían unos ingresos anuales 31.668 dólares frente a los 20.573 dólares que percibían las mujeres. El ingreso por habitante era de 15.350 dólares y alrededor de un 14,30% de la población estaba bajo el umbral de pobreza nacional.

## Ciudades y pueblos
| - Adair - Ballou - Cedar Crest - Chouteau - Disney - Grand Lake Towne - Hoot Owl - Iron Post - Langley - Locust Grove - Mazie - Murphy - Pensacola | - Pin Oak Acres - Pryor Creek - Pump Back - Rose - Salina - Sams Corner - Snake Creek - Spavinaw - Sportsmen Acres - Sportsmen Acres Community - Strang - Wickliffe |